# Campionati europei di dressage 2017
I Campionati europei di dressage 2017 si sono svolti a Göteborg, in Svezia. 

## Podi
| Evento              | Oro           | Argento            | Bronzo          |
| Dressage freestyle  | Isabell Werth | Sönke Rothenberger | Cathrine Dufour |
| Dressage GP Special | Isabell Werth | Sönke Rothenberger | Cathrine Dufour |
| Gara a squadre      | Germania      | Danimarca          | Svezia          |

## Medagliere
| Posiz. | Nazione   | Oro | Argento | Bronzo | Totale |
| ------ | --------- | --- | ------- | ------ | ------ |
| 1      | Germania  | 3   | 2       | 0      | 5      |
| 2      | Danimarca | 0   | 1       | 2      | 3      |
| 3      | Svezia    | 0   | 0       | 1      | 1      |
| Totale | Totale    | 3   | 3       | 3      | 9      |